# Шарамчевская, Татьяна Петровна
Татьяна Петровна Шарамчевская (в девичестве Минина; род. 21 июня) — советская биатлонистка, советский и российский тренер по биатлону и лыжным гонкам. Победительница и призёр этапов Кубка мира, чемпионка СССР в гонке патрулей. Мастер спорта СССР по лыжному спорту и биатлону.

## Биография
Начинала заниматься лыжными гонками в секции посёлка Крутая Горка под Омском, первые тренеры — Марс Хажипович Талыпов, Геннадий Владимирович Титов. Будучи ещё школьницей, выполнила норматив мастера спорта по лыжным гонкам, заняв третье место в гонке на 20 км на всесоюзных соревнованиях ЦС «Зенит».
В середине 1980-х годов перешла в биатлон, тренировалась под руководством Михаила Петровича Крутикова. Представляла спортивное общество «Профсоюзы» и город Омск.
Участница Кубка мира по биатлону сезона 1988/89. Принимала участие на этапах в Альбервиле, где выиграла командную гонку вместе с Еленой Головиной, Анной Кузьминой и Натальей Приказчиковой, а также в болгарском Боровце, где стала третьей в эстафете. Лучший результат в личных видах — 13-е место в индивидуальной гонке на этапе в Боровце.
Становилась двукратной[уточнить] победительницей чемпионата СССР, в том числе в Свердловске в гонке патрулей в составе сборной общества «Профсоюзы»[уточнить]. На соревнованиях «Праздник Севера» в Мурманске (1989) выиграла спринт и стала третьей в индивидуальной гонке, была признана абсолютной победительницей соревнований.
В 1991 году закончила спортивную карьеру. Работает старшим тренером по лыжным гонкам в Центре олимпийской подготовки «Авангард» (Омск).

## Личная жизнь
Окончила Омский государственный институт физкультуры.
В 1983 году вышла замуж за лыжника Анатолия Шарамчевского, в 1984 году родился сын.